# 川村卓正
川村 卓正（かわむら たくまさ、1959年1月1日 - ）は、日本の編集者、作家、応用技術クリエイター。環境カウンセラー（環境省）。北海道苫小牧市出身。神奈川県在住。

## 人物
デジタル学習コンテンツ開発者であり、電子辞書、マルチメディア教材、インターネットドリルなどに、作問したドリル型コンテンツが提供されている。
教育雑誌『おまかせ！教師のパソコン』（河出書房新社）の編集長時代には、本誌編集の他にソフトウェアライブラリーの開発を手掛けた。
月刊誌『Goody』（ベネッセコーポレーション ）などのアウトドア雑誌に、トレッキングやケイビング、ラフティングなど、アウトドア関連の記事を掲載していた。
マレー半島やボルネオ島など、ジャングルや無人島において自然環境の調査を行っている。

## エピソード
- 2002年に取材先のインドネシアのバリ島でバリ島爆弾テロ事件に至近で遭遇し、負傷者の救出活動にあたった。
- 料理好きが高じて、レシピ本『ボブとアンジーbooks』(ディー・アート)を編集し、料理レシピ本では初めてQRコードを採用した。
- NPOかながわ環境カウンセラー協議会に所属している。
- 2000年に埼玉県狭山市で地域フットサルクラブ「LocoAmigo」を立ち上げ運営、市民チームによるLocoカップなどの大会を主催していた。

## 著書
- 『大人のためのステップアップ式理科ドリル(1)』 技術評論社 （2009年6月）。書籍情報: ISBN 9784774138992
- 『デブでも走れる東京マラソン』　毎日コミュニケーションズ （マイコミ新書、2009年7月）。書籍情報: ISBN 9784839932589
- 『子どもの力を引き出す板書・ノート指導のコツ』 ナツメ社 （2010年4月）。書籍情報: ISBN 978-4-8163-4870-9
- 『子どもの力を引き出すうまい叱り方』 ナツメ社 （2011年2月）。書籍情報: ISBN 978-4-8163-5040-5

## 辞典編纂
- 『中学地理必修用語事典』（SII、エンサイクロン）
- 『中学歴史必修用語事典』（SII、エンサイクロン）
- 『中学公民必修用語事典』（SII、エンサイクロン）
- 『中学理科1分野必修用語事典』（SII、エンサイクロン）
- 『中学理科2分野必修用語事典』（SII、エンサイクロン）

## デジタルコンテンツ執筆
- 『メモリボ　MBA基本用語集　アカウンティング/ファイナンス/人的資源/組織行動学編』（コクヨ）
- 『メモリボ　MBA基本用語集　論理的思考/経営戦略/マーケティング編』（コクヨ）
- 『メモリボ　大人の「理科・社会力」チェック』（コクヨ）
- 『メモリボ　大人の「国語力」チェック』（コクヨ）
- 『インターネットドリル　理科1分野用語暗記ドリル』（Yahoo! JAPAN）
- 『インターネットドリル　理科2分野用語暗記ドリル』（Yahoo! JAPAN）
- 『インターネットドリル　地理用語暗記ドリル』（Yahoo! JAPAN）
- 『インターネットドリル　歴史用語暗記ドリル』（Yahoo! JAPAN）
- 『インターネットドリル　公民用語暗記ドリル』（Yahoo! JAPAN）
- 『インターネットドリル　漢字暗記ドリル』（Yahoo! JAPAN）
- 『インターネットドリル　英単語暗記ドリル』（Yahoo! JAPAN）
- 『ポケットチャレンジ　中学地理』（ベネッセコーポレーション）
- 『ポケットチャレンジ　中学歴史』（ベネッセコーポレーション）
- 『ポケットチャレンジ　中学理科1分野』（ベネッセコーポレーション）
- 『ポケットチャレンジ　中学技術』（ベネッセコーポレーション）
- 『ポケットチャレンジ　中学保健体育』（ベネッセコーポレーション）
- 『LeapPad Junior Horizon Hi，English！準拠版』（東京書籍,インタープログ, Leapfrog ）
- 『ComSta　大人の常識ドリルシリーズ』（日本コムネット）
- 『ComSta　中学版シリーズ』（日本コムネット）
- 『ComSta　超速攻略シリーズ』（日本コムネット）

| スタブアイコン | サブスタブ | この項目は、まだ閲覧者の調べものの参照としては役立たない、人物に関連した書きかけの項目です。この項目を加筆・訂正などしてくださる協力者を求めています（P:人物伝/PJ:人物伝）。 |